# Okres Plzeň-sever
Plzeň-sever (Nederlands: Pilsen-Noord) is een district (Tsjechisch: Okres) in de Tsjechische regio Pilsen. Dit district heeft geen eigen hoofdstad, de hoofdstad is Pilsen (Plzeň), die in de okres Plzeň-město ligt. Het district bestaat uit 98 gemeenten (Tsjechisch: Obec). Sinds 1 januari 2007 liggen de gemeenten Dýšina, Chrást en Kyšice in de okres Plzeň-město, daarvoor hoorden ze bij Plzeň-sever.

## Lijst van gemeenten
De obce (gemeenten) van de okres Plzeň-sever. De vetgedrukte plaatsen hebben stadsrechten. Veel gemeenten in dit district zijn zelf weer onderverdeeld in deelgemeenten (části obcí), zie de Tsjechische Wikipedia voor een overzicht van de deelgemeenten (deelgemeenten zijn klein geschreven): Lijst van gemeenten incl. deelgemeenten (Tsjechische Wikipedia).
Bdeněves - Bezvěrov - Bílov - Blatnice - Blažim - Bohy - Brodeslavy - Bučí - Čeminy - Černíkovice - Čerňovice - Česká Bříza - Dobříč - Dolany - Dolní Bělá - Dolní Hradiště - Dražeň - Druztová - Heřmanova Huť - Hlince - Hněvnice - Holovousy - Horní Bělá - Horní Bříza - Hromnice - Hvozd - Chotíkov - Chříč - Jarov - Kaceřov - Kaznějov - Kbelany - Kočín - Kopidlo - Koryta - Kozojedy - Kozolupy - Kožlany - Kralovice - Krašovice - Krsy - Křelovice - Kunějovice - Ledce - Líně - Líšťany - Líté - Lochousice - Loza - Manětín - Město Touškov - Mladotice - Mrtník - Myslinka - Nadryby - Nečtiny - Nekmíř - Nevřeň - Nýřany - Obora - Ostrov u Bezdružic - Pastuchovice - Pernarec - Pláně - Plasy - Plešnice - Pňovany - Potvorov - Přehýšov - Příšov - Rochlov - Rybnice - Sedlec - Slatina - Studená - Štichovice - Tatiná - Tis u Blatna - Tlučná - Trnová - Třemošná - Úherce - Újezd nade Mží - Úlice - Úněšov - Úterý - Vejprnice - Velečín - Vochov - Všehrdy - Všeruby - Výrov - Vysoká Libyně - Zahrádka - Zbůch - Zruč-Senec - Žihle - Žilov
Domažlice · Klatovy · Plzeň-jih · -město · -sever · Rokycany · Tachov